# تاريخ عمل الشباب
تاريخ عمل الشباب بدأ مع ولادة الثورة الصناعية في القرن الثامن عشر الميلادي، حيث قام الشباب ولأول مرة بترك منازلهم وصناعتهم اليدوية والهجرة إلي المدن الكبري.ونتج عن ذلك تكون ثقافة الشباب والتي نتجت في المناطق الحضرية، حيث شارك في تكوينها جهود السكان المحليين.

## منذ عام 1844 حتي عام 1990
في عام 1844 تم إنشاء أول منظمة هدفها الوحيد تلبية احتياجات الشباب. كما تم تأسيس جمعية الشبان المسيحيين بواسطة جورج ويليامز. وقد كان ويليامز إنجليزي الأصل كما كان هدفه الرئيسي هو إنشاء منظمة تعمل علي تلبية الاحتياجات الروحية والعاطفية للشباب، فضلا عن الاحتياجات المادية التي إستنبطها من الشباب الموجودين حوله. فقد كان  ويليامز يقوم بتسليم أعماله عن طريق الدعاة العاملين في شوارع لندن علي الرغم من عدم مضي وقت طويل قبل تأسيس البيت الأول للشباب. 
بالرغم من النظر إلي عمل الشابات الإناث علي أنه أقل أهمية نظراً لأن احتياجات الإناث في ذلك الحين كان ينظر إليها بكونها تتمحور حول الأعمال المنزلية والتي كانت من المفترض أنها تقوم بها في المنازل. ولكن ذلك تغير عام 1878 عندما قامت رائدة العمل الشبابي مود ستانلي بتطوير العمل مع الشابات الإناث حول منطقة الخمس طلبات في لندن. كما قامت بتأسيس اتحاد نادي الفتيات.
في وقت لاحق من ذلك القرن في عام 1883 قام ويليام ألكسندر سميث بتأسيسكتيبة البنين. كان يعمل مدرسا وكان يهدف مثل ويليامز في عام 1844 إلي تلبية احتياجات الشباب الذين عمل معهم. حيث قامت منظمته علي الجيش أكثر من جمعية الشباب المسيحية، بالرغم من كونه لا يزال أساساً منظمة مسيحية.
بينما كانت ليلي منتياغو داخل لندن عام 1896 اتصلت منتياغو بالشباب اليهود من عائلات أوروبا الشرقية في الطرف الشرقي وأسست منظمة تدعي خدمات الكنيس للأطفال. أصبحت منتياغو عضوا مؤسسا في المنظمة الوطنية لنوادي الفتيات (والتي تسمي الآن شباب المملكة المتحدة) وكانت شخصية رئيسية في تطوير عمل الشباب اليهودي.

## منذ عام 1900 حتي عام 1950
في عام 1902، في الولايات المتحدة الأمريكية، قام إرنست طومسون سيتون بتأسيس مشروع الحرف الخشبية للهنود. وبالرغم من ذلك الاسم إلا أن هذا البرنامج صمم للأطفال غير الهنديين. في البداية كانت لمجموعة للبنين فقط، ولكن بعد ذلك شملت الفتيات. أمر سيتون الأطفال في مدينته بإجادة معرفة ومهارات الحرف الخشبية في الغابات، وقد استند في ذلك علي المفاهيم الجماعية والهيكل القائم علي المفاهيم الخاطئة عنالأمريكيين الأصليين والمنتشرة في تلك الحقبة الزمنية. انتشر هذا البرنامج عالميا لتصبح حركة الحرف الخشبية وكثير من هذه البرامج ما زالت موجودة حتي الآن. وقد كان لخطة سيتون للحرف الخشبية  أثر كبير علي برامج الشباب والمنظمات اللاحقة وخاصة حركة الكشافة.
في عام 1907 تأسست الكشافة من قبل روبرت بادن باول بعد نجاح كتابه الإسعافات الأولية للكشافة. وكان مصدر إلهامه لهذه المنظمة تجربته خلال حصار مافكينغ في حرب البوير الثانية (1899-1902). على غرار لواء سميث للبنين، كانت المنظمة موحدة، وتأثرت بشدة من قبل الجيش، على الرغم من أنها تغيرت بشكل هائل كحركة منذ ذلك الوقت. ولأول مرة تم إخراج الشباب في المملكة المتحدة من شوارع لندن حيث تم الكشف عن الكشافة كمنظمة وطنية (وعالمية قبل ذلك بفترة طويلة). 
بعد عام واحد في عام 1908 بدأ تشارلز راسل عمله مع الشباب في الشوارع في المناطق المحرومة من مانشستر، مما أدى إلى تأسيس الرابطة الوطنية لحركة نوادي الأولاد.
في عام 1910، قامت بادن باول بتأسيس المرشدات (وبعد ذلك فتيات الكشافة في الولايات المتحدة) بمساعدة شقيقته أغنيس. وذلك لأن الشابات كانوا يقتربون من قادة الكشافة يسألون عما إذا كانوا قادرين على الانضمام إلى المنظمة، وقد رد بادن باول على ذلك، لكنه شعر بأن وجود الفتيات والفتيان في نفس القوات الكشفية سيكون إلهاء لا لزوم له لكلتا المجموعتين.
كانت المعاصرة في تطوير الكشافة تمثل بداية حركة توكسيس في كندا. تم تطوير برنامج توكسيس من قبل جمعية الشبان المسيحية في وقت لاحق من قبل مجلس عمل الأولاد، برنامج توكسيس للأولاد من سن 15 إلى 17 عاما كان يركز على القيم المسيحية، والقيادة، الترحل في الهواء الطلق، والتخييم. وأنشأ مجلس عمل الأولاد أيضا برنامج «ترايل رينجرز» للأولاد الذين تتراوح أعمارهم بين 12 و 14 عاما. وأنشئ برنامج مواز للفتيات يدعى «الفتيات الكندية في التدريب».
في وقت لاحق منالقرن العشرين، أثيرت مخاوف بشأن عدد الشباب الذين ليسوا أعضاء في منظمات الشباب. وأدى ذلك إلى المحاولة الأولى (غير الناجحة) لتسجيل جميع الشباب في بريطانيا في عام 1941. 
كان النهج التالي لتطوير ذلك من قبل العاملة الفنية ماري بانيت في عام 1944. ذهبت إلى شوارع لندن لمعالجة قضايا مثل الصحة، انهيار الأسرة والفقر في الأجزاء التي مزقتها الحروب من المدينة، وذلك باستخدام ملجأ موريسون المهجور مقرا لها. وكان هدفها تطوير المواطنين الجيدين والمستقلين من أجل مجتمع جيد.
خلال الحرب العالمية الثانية، كان القادة يبحثون عن استراتيجيات لمنع الحرب العالمية الثالثة - التي من المحتمل أن تستخدم فيها القنابل النووية وتبيد البشرية. وتمثلت إحدى الاستراتيجيات التي وضعت في إنشاء منظمات شبابية في جميع أنحاء العالم ولديها شباب من ذوي الميادين المماثلة ينظمون ويشاركوا في مبادلات الشباب. وهناك شباب من بلدان وثقافات مختلفة سيتعرفون على بعضهم البعض ويجمعون حول أنشطة بناءة ويعيدون تجارب إيجابية إلى مجتمعاتهم. وسيصبح هؤلاء الشبان والشبان في نهاية المطاف بالغين في أماكن مسؤولياتهم، وفي حالة حدوث أزمة، كان من المأمول أن تقاوم هذه الشبكة المدنية الخطابات المثيرة للحرب والأكاذيب والتضليل. وهكذا، على سبيل المثال في عام 1956، أنشأالاتحاد الدولي لحفظ الطبيعة والموارد الطبيعية التابع لليونسكو-الذي يدعى الاتحاد العالمي لحفظ الطبيعة - قسما للشباب، الاتحاد الدولي للشباب، من أجل دراسة وحفظ الطبيعة، الذي سمي باسم الاتحاد الدولي للشباب للدراسات البيئية والحفظ. في عام 1983، بسبب النجاح المتزايد، تم إنشاء الفروع الإقليمية مثل الفرع الأوروبي (YEE) = يوث إنفيرونمنت يوروب.

## منذ عام 1950 حتي عام 2000
بحلول عام 1959 أدى الذعر الأخلاقي المنتشر في الصحافة عن جنوح المراهقين إلى قيام الحكومة البريطانية بالنظر في استجابة وطنية لتلبية احتياجات الشباب. في عام 1960 صدر تقرير حكومي يعرف باسم تقرير ألبيمارل، الذي ندد بالحاجة إلى الوكالات الحكومية المحلية لتحمل المسؤولية عن توفير الأنشطة اللامنهجية للشباب. ومن هذا المنطلق، نشأ القطاع القانوني لخدمة الشباب. ولأول مرة ظهرت مراكز الشباب والعمال الشباب الذين يعملون بدوام كامل ومدفوع الأجر في جميع أنحاء بريطانيا. 
بعد خمس سنوات قامت الرابطة الوطنية لنوادي الشباب (التي يطلق عليها حاليا شبابالمملكة المتحدة)
بنشر تقرير بعنوان «المنفصل» حول مشروعات الشوارع التجريبية والتي كانت تجري في جميع أنحاء الدولة. كما أبرزت الحاجة إلي ما هو أكثر من مجرد مراكز للشباب في بعض أنحاء الدولة لأن الشباب ما زالوا مستبعدين، وقد بيعت عشرات الآلاف من النسخ. 

## من عام 2000 حتي الآن
أوجز تقرير حكومي أخر صدر عام 2001 بعنوان «تحويل عمل الشباب» لأول مرة مسؤوليته القانونية لجميع المنظمات الحكومية المحلية من أجل توفير أنشطة عمل للشباب المستهدف في منطقتهم المقيمين بها. ومع الأهداف المنشورة في عام 2003 والتي حددت في إحصاء عام 2001، فقد منحت السلطات المحلية الدفعة التي يحتاجونها لتوفير خدمات جيدة.